# Kyrylo Stezenko

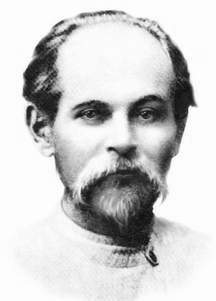
Kyrylo Stezenko zwischen 1911 und 1922

Kyrylo Hryhorowytsch Stezenko (ukrainisch Кирило Григорович Стеценко, russisch Кирилл Григорьевич Стеценко; * 12. Maijul. / 24. Mai 1882greg. im Dorf Kwitki bei Korsun; † 29. April 1922 in Weprik bei Fastiw) war ein ukrainischer Komponist, Chorleiter, Musikpädagoge und Priester.

## Leben
Kyrylo Stezenko wuchs in einer kinderreichen Familie auf (als achtes von 11 Kindern). Sein Vater war autodidaktischer Maler und Ikonenmaler, und seine Mutter, Tochter des dortigen Diakons, liebte die Musik, so dass er schon in seiner Kindheit in engen Kontakt mit Zeichnen und Volksliedern kam. 1892 nahm ihn sein Onkel mütterlicherseits nach Kiew mit, wo der Junge nun M. Muraschkos Zeichenschule und die Burse der Sophienkathedrale besuchte. Ab 1899 sang er in Mykola Lyssenkos Chor, in dem er später Assistent des Dirigenten wurde. Er studierte an der Geistlichen Akademie Kiew mit Abschluss 1903. Darauf arbeitete er als Musiklehrer, Musikkritiker und Komponist. Dazu studierte er bis 1907 an Lysenkos Musik-Theater-Schule.
1907 wurde er wegen gesellschaftlicher Aktivitäten verhaftet und in die heutige Oblast Donezk verbannt. 1908 konnte er zurückkehren und lehrte Gesang in Bila Zerkwa.
1911 wurde die ukrainische Hymne Schtsche ne wmerla Ukrajina mit Stezenkos Chorfassung unter Umgehung der Zensur veröffentlicht. Der Drucker A. Tschokolow übernahm die alleinige Verantwortung und wurde zum Tode verurteilt, während Stezenko, dem die Mittäterschaft nicht nachgewiesen werden konnte, aus Kiew verbannt wurde. Stezenko ließ sich auf Drängen seines Onkels zum Priester weihen und erhielt eine Pfarrei in Podolien.
Nach der Februarrevolution 1917 kehrte Stezenko nach Kiew zurück. In der kurzlebigen Ukrainischen Volksrepublik leitete er die Musikabteilung des Bildungsministeriums. Er organisierte den Ersten Kiewer Volkschor und zwei reisende Musikkapellen. Die eine Kapelle unter der Leitung von Oleksandr Koschyz bereiste Westeuropa und die USA, um die unabhängige Ukraine bekannt zu machen, während die andere unter Stezenkos Leitung durch die Ukraine reiste zur Stärkung der nationalen Einheit. Er förderte die von Lysenko begründete nationale ukrainische Musik, die an das einfache Volk gerichtet war und in deren Mittelpunkt das gesungene Wort stand. Den Schwerpunkt seines kompositorischen Werkes bildeten Chöre und Kantaten insbesondere zu herausragenden Personen der ukrainischen Geschichte und Gegenwart (Taras Schewtschenko, Pawlo Hrabowski, Iwan Franko, Lessja Ukrajinka, Oleksandr Oles, Hryhorij Kwitka-Osnowjanenko). In Volksliedersammlungen standen Stezenkos Werke neben denen von Lysenko, Koschyz und Mykola Leontowytsch.
Nach der Machtübernahme durch die Bolschewiki wurde Stezenkos Kapelle aufgelöst. 1921 wurde er Pfarrer in Weprik, wo nur ukrainisch gesprochen wurde. Er gehörte zu den Gründern der Ukrainischen Autokephalen Orthodoxen Kirche. In Weprik gründete er einen Chor und ein Theater. Er starb an Typhus.
In Stezenkos Sterbeort Weprik wurde 1982 ein Stezenko-Museum eingerichtet wie auch in seinem Geburtsort Kwitki. In Kiew und Lemberg wurden Straßen nach ihm benannt.